# Aribe
Aribe település Spanyolországban, Navarra autonóm közösségben. Aribe Orbara, Hiriberri/Villanueva de Aezkoa, Garaioa, Garralda és Aria községekkel határos. Lakosainak száma 32 fő (2024).

## Népesség
A település népessége az elmúlt években az alábbi módon változott:
| Lakosok száma | 62   | 62   | 62   | 50   | 48   | 44   | 42   | 33   | 32   | 32   |
|               | 2001 | 2004 | 2006 | 2009 | 2011 | 2014 | 2016 | 2019 | 2021 | 2024 |